# 根津由喜夫
根津 由喜夫（ねづ ゆきお、1961年（昭和36年）2月 - ）は、日本の歴史学者。文学博士（京都大学）。金沢大学人間社会研究域歴史言語文化学系教授（人文学類担当）。専門は中・後期ビザンツ帝国史。群馬県生まれ。

## 経歴
群馬県立沼田高等学校を経て、金沢大学法文学部史学科を卒業。1990年3月、京都大学大学院文学研究科博士課程単位取得満期退学。金沢大学に戻り、2009年に教授。2013年、文学博士（京都大学）。
日本西洋史学会、西洋史読書会、日本ビザンツ学会に所属している。

## 著書
- 『ビザンツ 幻影の世界帝国』（講談社選書メチエ） 1999
- 『ビザンツの国家と社会』（山川出版社、世界史リブレット） 2008
- 『夢想のなかのビザンティウム - 中世西欧の「他者」認識』（昭和堂） 2009
- 『図説 ビザンツ帝国 - 刻印された千年の記憶』（河出書房新社、ふくろうの本 世界の歴史） 2011
- 『ビザンツ貴族と皇帝政権 - コムネノス朝支配体制の成立過程』（世界思想社、金沢大学人間社会研究叢書） 2012
- 『聖デメトリオスは我らとともにあり - 中世バルカンにおける「聖性」をめぐる戦い』（山川出版社） 2020
- 『ビザンツ文人伝　言葉で戦った男たちの矜持と憂愁』（白水社、2025）

### 共編著
- 『ビザンツ 交流と共生の千年帝国』（井上浩一共編著、昭和堂） 2013

## 翻訳
- 『ビザンツ 驚くべき中世帝国』（ジュディス・ヘリン、井上浩一監修、足立広明, 中谷功治, 高田良太共訳、白水社） 2010、新版 2021
- 『ビザンツ帝国の歴史　政治・社会・経済』（ジャン＝クロード・シェネ、白水社 文庫クセジュ、2024）

## 論文
- 根津由喜夫「ビザンツ貴族と皇帝政権 : コムネノス朝支配体制の成立過程」京都大学 博士論文(文学)、乙第12718号、2013年、NAID 500000572512。
- 根津由喜夫「ライデストス穀物専売政策をめぐって - 11世紀ビザンツの国家と官僚」『史林』第70巻第1号、史学研究会 (京都大学文学部内)、1987年1月、44-72頁、doi:10.14989/shirin_70_44、ISSN 03869369、NAID 110000235273。
- 根津由喜夫「10世紀小アジア貴族の世界」『古代文化』第41巻第2号、古代学協会、1989年1月、22-3759頁、ISSN 0045-9232、NAID 110000448459。
- 根津由喜夫「ロマノス3世アルギュロスの蹉跌 - 11世紀前半のビザンツ皇帝権と政治体制」『史林』第74巻第2号、史学研究会 (京都大学文学部内)、1991年3月、260-293頁、doi:10.14989/shirin_74_260、ISSN 03869369、NAID 120000807404。
- 根津由喜夫「アレクシオス1世の権力確立過程 - 軍幹部層の構造分析から」『西洋史学』第167号、日本西洋史学会、1992年、144-163頁、ISSN 03869253、NAID 40002086742。
- 根津由喜夫「アレクシオス=コムネノスの従者団」『富山大学人文学部紀要』第19号、富山大学、1993年、45-71頁、ISSN 03865975、NAID 110000293083。
- 根津由喜夫「イサキオス一世とコンスタンティノス十世の治世をめぐって - 過渡期のビザンツ皇帝政権」『史林』第80巻第5号、史学研究会 (京都大学文学部内)、1997年9月、639-675頁、doi:10.14989/shirin_80_639、ISSN 03869369、NAID 120000807423。
- 根津由喜夫「聖山アトスのアマルフィ人修道院」『北陸史学』第48号、北陸史学会、1999年12月、21-36頁、ISSN 03868885、NAID 120000809092。
- 根津由喜夫「東欧(中世)(ヨーロッパ)」『史学雑誌』第111巻第5号、史学会、2002年、922-925頁、doi:10.24471/shigaku.111.5_922、ISSN 0018-2478、NAID 110006282909。